# Arthur Whitney (计算机科学家)
Arthur Whitney（1957年10月20日出生）是一位加拿大计算机科学家，最为著名的是他开发了三种受APL启发的编程语言：A+, k, 和q， 以及联合创办了美国公司Kx Systems和Shakti Software。